# Dernau
Dernau este o comună din landul Renania-Palatinat, Germania.

## Poziție geografică
Comuna este  situată pe râul Ahr la marginea munților Ahrgebirge având altitudinea de 125-300 m deasupra n.m., la 30 km sud de Bonn și 50 km nord de Koblenz. Localități învecinate sunt: Grafschaft, Bad Neuenahr-Ahrweiler, Rech și Mayschoß.

## Puncte de atracții turistice
- Podul de piatră peste Ahr construit în 1717
- Casele producătorilor de vin
- Cimitirul vechi cu cruci de bazalt
- Cimitirul evreiesc
- Turnul de pe muntele Krausberg
- Capela veche Sylvester
- Buncărul guvernal din Marienthal
- Ruina mănăstirii augustine
- Drumul turistic al vinului roșu „Rotweinwanderweg”

## Localități apropiate unde se produce vin roșu
- Dernauer Hardtberg, 30 hectare
- Dernauer Pfarrwingert, 10 hectare
- Dernauer Schieferlay, 21 hectare
- Dernauer Burggarten, 24 hectare
- Dernauer Goldkaul, 50 hectare